# Salih Alić
Salih Alić (Bijeljina, 30. rujna 1906. – Zagreb, 11. ožujka 1982.) bio je hrvatski pjesnik i novinar.

## Životopis
Salih Alić rođen je 30. rujna 1906. godine u Bijeljini, gdje je završio osnovnu školu i medresu. Prvo je radio kao knjigovođa, a zatim kao dopisnik sarajevskih listova Jugoslavenskog lista i Večernje pošte. Nakon kratkotrajnog boravka u Zagrebu gdje se bavio preprodajom knjiga odlazi u Sarajevo gdje je radio u islamskoj dioničkoj tiskari. Od 1936. godine Zagrebu, kreće se u bohemskom krugu Tina Ujevića i objavljuje pjesme u brojnim časopisima i listovima.
U NDH od 1942. godine radio je kao korektor u dnevnom listu Novoj Hrvatskoj, a potom do kraja Drugoga svjetskog rata kao novinar na Hrvatskom krugovalu. Objavio je radove u novinama i časopisima Novoj Hrvatskoj, Hrvatskom narodu, Osvitu, Hrvatskoj reviji i Hrvatskom ženskom listu. Nakon završetka Drugoga svjetskog rata radio je kao službenik u Nakladnom zavodu Hrvatske, Ministarstvu ribarstva NRH i zagrebačkoj vojnoj pošti. U mirovinu je otišao 1953. godine.
Godine 1964. na obljetnicu smrti pjesnika Sergeja Jesenjina utemeljili su Salih Alić i još nekolicina hrvatskih pjesnika (Gustav Krklec, Vjekoslav Mayer, Berislav Nikpalj, Vesna Parun i dr.) u prostorijama konobe Staro Petrovo selo (koja je poslije dobila ime Tingl-Tangl) subotnje okupljanje pjesnika kojem su dali ime Jutro poezije.
Umro je 11. ožujka 1982. godine u Zagrebu gdje je i pokopan.

## Djela
- Lirski akvareli, Hrvatska tiskara,, Zagreb, 1941.
- Ranjeni galeb: pjesme šestorice, Naklada "Hrvatski orač", Zagreb, 1942. (suautori Frano Alfirević, Nikola Šop, Gustav Krklec, Vlado Vlaisavljević i Ivo Balentović)[3]
- Lirski dnevnik, Matica hrvatska, Zagreb, 1953.
- Koloplet: pjesme osmorice, Zagreb, 1954. (suautori Tin Ujević, Frano Alfirević, Matej Šavora, Ferdo Škrljac, Ferdo Bačić, Ivan Đurašin i Juraj Baldani)
- Jesenas i danas (u zbirci pjesama Lirika osmorice), Slavonski Brod, 1954.
- Tin u anegdotama: anegdote, uspomene i zapisi o Tinu Ujeviću (s ‎I. Posavcem), Vinkovci, 1960.
- Poezija, Biblioteka Suvremeni hrvatski pjesnici, Znanje, Zagreb, 1972.

### Posmrtno
- Pjesme, Sarajevo, 1991.
- Kaside (priredio Zilhad Ključanin), Zagreb, 2008.

## Vanjske poveznice
- Alić, Salih, Nedjeljko Mihanović (1983.), hbl.lzmk.hr
- Domagoj Šubić, In memoriam, Nekrolog, Obituarij. U spomen Salihu Aliću // Crkva u svijetu , sv. 17, br. 2, 1982.